# Frankenstein e il mostro dell'inferno
Frankenstein e il mostro dell'inferno (Frankenstein and the Monster from Hell) è un film del 1974 diretto da Terence Fisher.
Conosciuto anche con il titolo La creatura di Frankenstein, è l'ultimo film della Hammer Film Productions dedicato al personaggio di Frankenstein ed è anche l'ultima pellicola in assoluto di Fisher.

## Trama
Nel manicomio di Carlsbad, il barone Victor Frankenstein, alias Carl Victor, ed il giovane dottore Simon Helder compiono un esperimento trapiantando nel cranio di un criminale psicopatico il cervello di un medico.

## Distribuzione
Prodotto nel 1972, il film uscì nelle sale due anni dopo senza successo.

## Edizioni home video

### DVD
- In Italia, il film è stato distribuito per la prima volta in DVD dalla Passworld nell'ottobre 2007.